# Élénie d'Olalla
Myiopagis olallai
Espèce
Statut de conservation UICN

 LC  : Préoccupation mineure
L'Élénie d'Olalla (Myiopagis olallai), aussi appelée Élénie d'avant-monts ou Élénie du piémont, est une espèce de passereau de la famille des Tyrannidae,.

## Systématique et distribution
Cet oiseau est représenté par trois sous-espèces selon la classification de référence du Congrès ornithologique international (version 9.1, 2019) :
- Myiopagis olallai coopmansi Cuervo, Stiles, Lentino, Brumfield & Derryberry, 2014 : centre nord des Andes de Colombie (département d'Antioquia) ;
- Myiopagis olallai incognita Cuervo, Stiles, Lentino, Brumfield & Derryberry, 2014 : serranía de Perijá (Venezuela) ;
- Myiopagis olallai olallai Coopmans & Krabbe, 2000 : contreforts du versant est des Andes d'Équateur et du centre du Pérou[1],[2],[4].